# Viva la libertà (singolo)
Viva la libertà è un singolo del cantautore italiano Jovanotti, pubblicato il 6 luglio 2018 come quarto estratto dal quattordicesimo album in studio Oh, vita!.

## Video musicale
Il videoclip è stato pubblicato il 6 luglio 2018 sul canale YouTube del cantante e mostra Jovanotti in concerto.